# Albert Orth

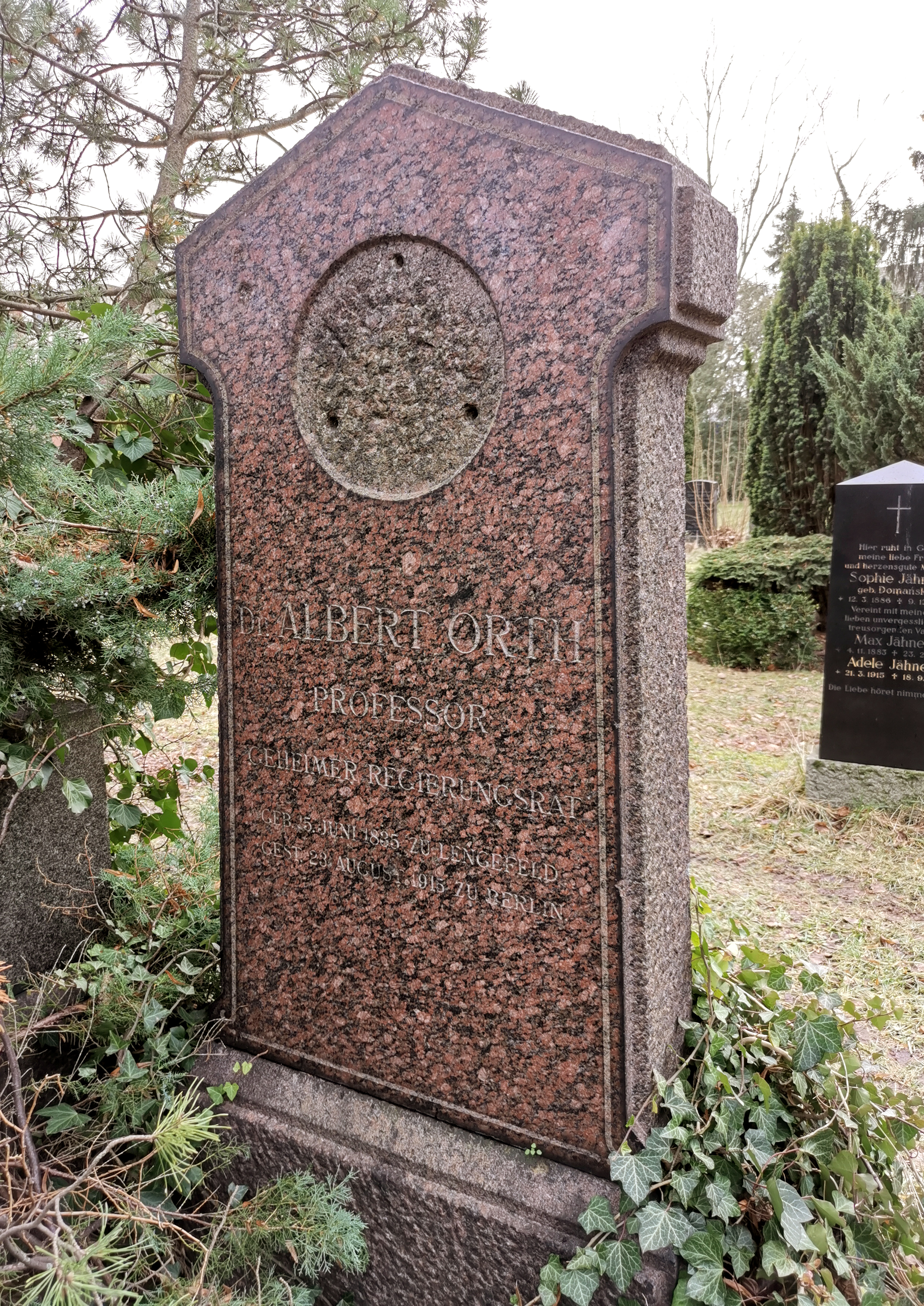
Grabstelle von Albert Orth auf dem Dreifaltigkeitsfriedhof II in Berlin-Kreuzberg

Albert Orth (* 15. Juni 1835 in Lengefeld bei Korbach, Waldeck; † 23. August 1915 in Berlin) war ein deutscher Bodenkundler und Ackerbauwissenschaftler.

## Leben und Wirken
Orth, Sohn eines Rittergut-Pächters, studierte von 1854 bis 1857 in Göttingen und Berlin Geologie und Chemie, arbeitete dann in der landwirtschaftlichen Praxis und war von 1860 bis 1865 als Lehrer an der Landwirtschaftlichen Lehranstalt Beberbeck bei Kassel tätig. 1867 setzte er sein Studium fort. Sein Interesse galt jetzt besonders der Bodenkunde und der Geologie. 1868 promovierte er an der Universität Göttingen mit einer Dissertation über Beiträge zur Boden-Untersuchung und 1870 habilitierte er sich an der Universität Halle mit einer Schrift über Die geologischen Verhältnisse des norddeutschen Schwemmlandes. 1871 wurde er als außerordentlicher Professor für Landwirtschaftslehre an das Landwirtschaftliche Lehrinstitut nach Berlin berufen.
In den folgenden Jahren beteiligte sich Orth intensiv bei der geologischen Landesaufnahme in Preußen. Er hatte wesentlichen Anteil daran, dass in den geologischen Karten auch eine Bewertung der Böden für die landwirtschaftliche Nutzung mit aufgenommen wurde. Orth gehört damit zu den Mitbegründern der landwirtschaftlichen Bodenkartierung. Bis 1880 war er Vorstand des agronomisch-chemischen Laboratoriums der Preußischen Geologischen Landesanstalt in Berlin. 
Als 1881 das Berliner Landwirtschaftliche Lehrinstitut mit dem Landwirtschaftlichen Museum vereinigt und als neue Institution die Königliche Landwirtschaftliche Hochschule zu Berlin gegründet wurde, übernahm Orth die ordentliche Professur für Acker- und Pflanzenbau. Hier wirkte er bis zum Jahre 1910. Aufgrund seiner stark bodenkundlich-ackerbaulich orientierten Forschungsrichtung bezeichnete er sein Hochschulinstitut als „Agronomisch-Pedologisches Institut“.
Orth beschäftigte sich vor allem mit Fragen der Kalkdüngung, der Gründüngung, des Wurzelwachstums, der Unkrautbekämpfung und der Bewässerung. Von 1887 bis zu seinem Tode führte er den Vorsitz in der Ackerbau-Abteilung der Deutschen Landwirtschafts-Gesellschaft. In dieser Funktion hat er es durchgesetzt, dass auf den verschiedenen Böden Deutschlands durch langjährige Feldversuche die Kalkwirkung eingehend geprüft wurde. Mit seinem im Auftrag der Dünger-Abteilung der Deutschen Landwirtschafts-Gesellschaft 1896 herausgegebenen Buch Kalk- und Mergeldüngung hat Orth erstmals die wissenschaftlichen Grundlagen und die praktische Anwendung der Kalkung im Landbau umfassend dargestellt. Durch Vorträge konnte er zahlreiche Landwirte von der Notwendigkeit einer Kalkung saurer Böden überzeugen. 
Als großer Freund des Vereinswesens war Orth auch in zahlreichen anderen landwirtschaftlichen Organisationen in führender Stellung tätig, u. a. in dem seinerzeit berühmten Berliner „Klub der Landwirte“, deren wissenschaftliche Vorträge er organisierte und deren Nachrichtenblatt er herausgab.  Für verstorbene Freunde und Kollegen schrieb Orth zahlreiche Nachrufe. 1905, zu seinem 70. Geburtstag, überreichten ihm seine Schüler und Kollegen eine in der Berliner Verlagsbuchhandlung Paul Parey erschienene Festschrift.
Albert Orth verstarb am 23. August 1915 in Berlin. Mit seiner Schwester Marie (1830–1910) und seinem Bruder August (1828–1901), Architekt, liegt er in einem Gemeinschaftsgrab auf dem Dreifaltigkeitskirchhof II in der Bergmannstraße in Berlin-Kreuzberg begraben.

## Schriften (Auswahl)
- Beiträge zur Boden-Untersuchung. Diss. phil. Göttingen 1868.
- Die geologischen Verhältnisse des norddeutschen Schwemmlandes. Habil.-Schr. Halle-Wittenberg 1870.
- Die geognostisch-agronomische Kartirung mit besonderer Berücksichtigung der geologischen Verhältnisse Norddeutschlands und der Mark Brandenburg. Berlin 1875.
- Die naturwissenschaftlichen Grundlagen der Bodenkunde. In: Die landwirthschaftlichen Versuchs-Stationen Bd. 20, 1877, S. 63–69.
- Die Kalk- und Mergeldüngung. Berlin 1896; 2. Aufl. ebd. 1918; 3. Aufl. ebd. 1928.
- Die Landwirtschaft zur Zeit Thaers und im naturwissenschaftlichen Jahrhundert. Festrede zur Feier des Geburtstages des Kaisers und des 25jähringen Jubiläums der Königlichen Landwirtschaftlichen Hochschule zu Berlin. Verlagsbuchhandlung Paul Parey Berlin 1906.